# Закон Ципфа
Зако́н Ци́пфа (Зіпфа) — лінгвостатистичний закон, згідно з яким відношення рангу слова в частотному словнику до частотності слова в мові становить постійну величину (константу).
Інакше кажучи, якщо всі слова мови (або просто достатньо довгого тексту) впорядкувати за спаданням частоти їхнього використання, то частота n-го слова в такому списку виявиться приблизно обернено пропорційною його порядковому номеру n (так званому рангу цього слова). Наприклад, друге за вживаністю слово трапляється приблизно вдвічі рідше, ніж перше, третє — втричі рідше, ніж перше, і так далі.

## Загальна характеристика
Американський дослідник Джордж Ципф дійшов висновку, що існує залежність між числом різних значень одного слова і його відносною частотою вживання. Кількість значення наближається до квадратного кореня від частоти слова: т = f , де т — число значень, а f — відносна частота. Інша закономірність, встановлена Ципфом, має таке формулювання: відношення рангу слова в частотному словнику до частотності слова в мові становить постійну величину (константу) rf = с, де r — ранг слова в частотному словнику, f — частота слова, с — постійна величина. Тісний зв'язок існує також між частотними характеристиками слова в пам'яті та в словнику.

## Застосування
Закон Ципфа може бути застосований до будь-якого тексту, записаного природною або штучною мовою, коду (наприклад, ДНК) або сигналу, при цьому правила викладення інформації можуть лишатись невідомими. Як наслідок, закон дозволяє визначити наявність інформації в повідомленні навіть у випадках, коли саме повідомлення не може бути дешифроване.
В результаті статистичного аналізу Рукопису Войнича, написаного невідомою мовою, було доведено, що цей рукопис містить осмислену інформацію. Аналіз проводився з використанням методу, що лежить в основі закону Ципфа.